# Баллистический маятник
Баллисти́ческий маятник – прибор для определения импульса пули или снаряда, по которому можно рассчитать скорость и кинетическую энергию. Баллистические маятники в значительной степени устарели благодаря современным хронографам, которые позволяют непосредственно измерять скорость снаряда. 
Хотя баллистический маятник считается устаревшим, он использовался в течение долгого периода времени и привел к большим достижениям в науке баллистики. Баллистический маятник до сих пор встречается в классах физики из-за его простоты и полезности в демонстрации свойств импульса и энергии. В отличие от других методов измерения скорости пули, основные расчеты для баллистического маятника не требуют измерения времени, а опираются только на измерения массы и расстояния.
Помимо того, что баллистический маятник используется в основном для измерения скорости снаряда или отдачи пушки, он может использоваться для измерения любой передачи импульса. Например, баллистический маятник был использован физиком Ч. В. Бойзом для измерения упругости мячей для гольфа,, а физиком  Питером Гатри Тейтом для измерения влияния вращения на расстояние, пройденное мячом для гольфа.

## История
Баллистический маятник был изобретен в 1742 году английским математиком Бенджамином Робинсом (1707—1751) и опубликован в его книге «Новые принципы артиллерии», которая произвела революцию в науке баллистики, так как она первой помогла определить способ точного измерения скорости пули.
Робинс использовал баллистический маятник для измерения скорости снаряда двумя способами. Первым делом нужно было прикрепить пистолет к маятнику и измерить отдачу. Так как импульс пушки равен импульсу выброса, и снаряд составлял (в тех экспериментах) бо́льшую часть массы выброса, то скорость пули можно было приблизить. Второй, более точный метод заключался в непосредственном измерении импульса пули, выстреливая её в маятник. Робинс экспериментировал с мушкетными ядрами массой около одной унции (28 г), в то время как другие современники использовали его методы с пушечным выстрелом весом от одного до трех фунтов (0,5—1,4 кг).
В первоначальных трудах Робинса использовался железный тяжёлый маятник, облицованный деревом, чтобы поймать пулю. Современные репродукции, применяемые в качестве демонстрации на уроках физики, обычно используют тяжёлый груз, подвешенный на очень тонкой, легкой тяге, игнорируя массу тяги маятника. Тяжёлый железный маятник Робинса не позволял этого, и математический подход Робинса был немного сложнее. Он использовал частоту колебаний и массу маятника (обе измерялись вместе с пулей) для вычисления вращательной инерции маятника, которая затем использовалась в расчётах. Робинс также использовал отрезок ленты, свободно зажатый в зажиме, для измерения хода маятника. Маятник вытягивал бы длину ленты, равную хорде хода маятника.
Первая система для замены баллистических маятников прямыми измерителями скорости снаряда была изобретена в 1808 году, во время Наполеоновских войн, и использовала быстро вращающийся вал известной скорости с двумя бумажными дисками на нем; пуля стреляла через диски параллельно валу, и угловая разница в точках удара давала время, затраченное на прохождение пулей расстояние между дисками. Электромеханический часовой механизм начали использовать в 1848 году на основе пружинных часов, запускаемых и останавливаемых электромагнитами, ток которых прерывался пулей, проходящей через две сетки тонких проводов, таким образом определяя время для прохождения заданного расстояния.

## Математические вычисления
Большинство учебников физики предлагают упрощенный метод расчета скорости пули, который использует массу пули и маятника и высоту перемещения маятника для вычисления количества энергии и импульса в системе маятника и пули. Расчеты Робинса были значительно более сложными и использовали меру периода колебаний для определения вращательной инерции системы.

### Простые вычисления
Движение системы пуля — маятник запускается с того момента, как в маятник попадает пуля.
Задав {\displaystyle g} как ускорение за счет силы тяжести, и {\displaystyle h} как наивысшую точку маятника, становится возможно рассчитать начальную скорость системы пуля — маятник, которая использует сохранение механической энергии (кинетическая энергия + потенциальная энергия). Пусть эта начальная скорость обозначается {\displaystyle v_{1}}. Обозначим массы пули и маятника {\displaystyle m_{b}} и {\displaystyle m_{p}} соответственно.
Начальная кинетическая энергия системы {\displaystyle K_{initial}={\begin{matrix}{\frac {1}{2}}\end{matrix}}(m_{b}+m_{p})\cdot v_{1}^{2}}.
Принимая начальную высоту маятника в качестве эталона потенциальной энергии {\displaystyle (U_{initial}=0)}, конечная потенциальная энергия при остановке системы пуля — маятник {\displaystyle (K_{final}=0)} определяется {\displaystyle U_{final}=(m_{b}+m_{p})\cdot g\cdot h}.
Итак, используя сохранение механической энергии мы имеем:
{\displaystyle K_{initial}=U_{final}\,}
{\displaystyle {\begin{matrix}{\frac {1}{2}}\end{matrix}}(m_{b}+m_{p})\cdot v_{1}^{2}=(m_{b}+m_{p})\cdot g\cdot h}
Вычисление скорости будет выглядеть так: {\displaystyle v_{1}={\sqrt {2\cdot g\cdot h}}}
Теперь мы можем использовать сохранение импульса для системы пуля — маятник, чтобы получить скорость пули, {\displaystyle v_{0}}, прежде чем она ударится о маятник. Приравнивая импульс пули до выстрела к импульсу системы пуля — маятник, как только пуля ударяется о маятник (и используя вдобавок {\displaystyle v_{1}={\sqrt {2\cdot g\cdot h}}}), мы имеем:
{\displaystyle m_{\textrm {b}}\cdot v_{0}=(m_{\textrm {b}}+m_{\textrm {p}})\cdot {\sqrt {2\cdot g\cdot h}}}
Решение {\displaystyle v_{0}} будет выглядеть так:
{\displaystyle v_{0}={\frac {(m_{\textrm {b}}+m_{\textrm {p}})\cdot {\sqrt {2\cdot g\cdot h}}}{m_{\textrm {b}}}}=\left(1+{\frac {m_{\textrm {p}}}{m_{\textrm {b}}}}\right)\cdot {\sqrt {2\cdot g\cdot h}}}
- Тест с пневматическим пистолетом и пневматической винтовкой
- Crosman 1377, кал. .177, вес гранул 0,5 г, вес блока 45 г
- Crosman 1377: энергия 10,6 джоуля, начальная скорость 206 м/с.
- Ekol ultimate, кал. .25, вес гранул 1,15 г, вес блока  80 г
- Ekol ultimate: энергия 26,6 джоуля, начальная скорость 215 м/с.

### Формула Робинса
В первой книге Робинса были упущены некоторые гипотезы в формуле; например, она не включала поправку для учета удара пули, который не соответствовал центру массы маятника. Обновленная формула, с исправлением этого упущения, была опубликована в «Философских Трудах Королевского общества» в следующем году. Швейцарский математик Леонард Эйлер, не зная об этой поправке, самостоятельно исправил это упущение в своем аннотированном  немецком переводе книги. Исправленная формула, появившаяся в издании книги 1786 года, была:
{\displaystyle v=614,58gc\cdot {\frac {p+b}{birn}}}
где:
- {\displaystyle v} скорость ядра в единицах в секунду
- {\displaystyle b} масса ядра
- {\displaystyle p} масса маятника
- {\displaystyle g} расстояние от оси вращения до центра тяжести
- {\displaystyle i} расстояние от оси вращения до точки удара ядра
- {\displaystyle c} хорда, измеренная лентой, описанная в аппарате Робинса
- {\displaystyle r} радиус или расстояние от оси крепления ленты
- {\displaystyle n} число колебаний, совершаемых маятником за одну минуту

### Формула Пуассона
Формула, основанная на вращательной инерции, аналогичная формуле Робинса, была выведена французским математиком Симеоном Дени Пуассоном и опубликована в журнале The Mécanique Physique для измерения скорости пули с помощью отдачи пистолета:
{\displaystyle mvcf=Mbk'{\sqrt {gh}}}
где:
- {\displaystyle m} масса пули
- {\displaystyle v} скорость пули
- {\displaystyle c} расстояние от оси до ленты
- {\displaystyle f} расстояние от оси отверстия до точки поворота
- {\displaystyle M} совокупная масса пушки и маятника
- {\displaystyle b} хорда, измеренная лентой
- {\displaystyle k'} радиус от оси вращения до центра масс пушки и маятника (измеряется колебанием, по Робинсу[уточнить])
- {\displaystyle g} гравитационное ускорение
- {\displaystyle h} расстояние от центра массы маятника до оси вращения

{\displaystyle k'} может быть вычислено с помощью уравнения:
{\displaystyle T=\pi {\sqrt {\frac {k'^{2}}{gh}}}}
Где {\displaystyle T} — это половина частоты колебаний.

### Баллистический маятник Экли
П. О. Экли описал, как сконструировать и использовать баллистический маятник в 1962 году. Маятник Экли использовал параллелограммную взаимосвязь со стандартизированным размером, что позволяло упрощенно вычислять скорость.
Маятник Экли использовал маятниковые рычаги длиной ровно 66,25 дюйма (168,3 см) от опорной поверхности до опорной поверхности и использовал поворотные рычаги, расположенные в середине рычагов, чтобы обеспечить точную установку длины рычага. Экли предложил использовать массу маятника также для различных калибров; 50 фунтов (22,7 кг) для кольцевого воспламенения .22 Hornet, 90 фунтов (40,9 кг) от .222 Remington до .35 Whelen, и 150 фунтов (68,2 кг) для винтовочных калибров "Магнум". Маятник сделан из тяжелой металлической трубы, сваренной с одного конца и упакованной бумагой и песком, чтобы остановить пулю. Открытый конец маятника был покрыт листом резины, чтобы пуля могла войти внутрь и предотвратить утечку материала.
Для использования маятника оснащается устройство, которое измеряет движение горизонтального расстояния колебаний маятника, в виде легкого стержня, который будет отталкиваться назад задней частью маятника. Стрелок садится на расстоянии минимум 5 м от маятника (тем самым уменьшая воздействие дульного взрыва на маятник), и пуля выстреливается в маятник. Для расчета скорости пули при заданном горизонтальном колебании используется следующая формула:
{\displaystyle V=0,2018D{\frac {M_{p}}{M_{b}}}}
где:
- {\displaystyle V} скорость пули, в футах в секунду
- {\displaystyle M_{p}} масса маятника, в гранах
- {\displaystyle M_{b}} масса пули, в гранах
- {\displaystyle D} горизонтальное движение маятника, в дюймах

Для более точных расчетов вносится ряд изменений, как в конструкцию, так и в использование маятника. Изменения в конструкции предполагают добавление небольшого ящика поверх маятника. Перед взвешиванием маятника ящик заполняется несколькими пулями измеряемого типа. Для каждого выстрела пуля может быть извлечена из коробки, таким образом, сохраняя массу маятника постоянной. Изменение измерения включает в себя измерение периода маятника. Маятник раскачивается, и число полных колебаний измеряется в течение длительного периода времени, от пяти до десяти минут. Время делится на число колебаний, чтобы получить средний период колебаний. Когда это будет сделано, формула {\displaystyle C={\frac {pi}{T12}}}[уточнить] порождает более точную константу для замены значения 0,2018 в приведённом выше уравнении. Как и выше, скорость пули вычисляется по формуле:
{\displaystyle V={\frac {M_{p}}{M_{b}}}CD}